# San Pietro in Volta
San Pietro in Volta ( San Piero in Volta en venecià ) és una població del municipi de Venècia, situada a l'illa de Pellestrina, al nord de la ciutat del mateix nom.
Pertany al municipi de Lido-Pellestrina.

## Història
Es troba prop de l'antiga Albiola o Pastene, un centre d'una certa importància, que va decaure a l'edat mitjana arran de l'envasament del port (d'aquí el topònim actual de Portosecco).

El 29 de juny de 965 (almenys això diu la tradició) els hongaresos, després d'haver devastat l'interior, van ser derrotats mentre intentaven atacar Venècia. En record de la victòria, uns cinquanta anys més tard s'hi va construir una església dedicada a Sant Pere (el dia del qual es va produir la victòria). Posteriorment, la localitat també fou coneguda pel seu nom actual en volta: significaria "en vol", és a dir, "en fugida", en referència a l'exèrcit hongarès, mentre que una altra hipòtesi la connecta amb una curvatura de la costa.

## Monuments i llocs d'interès
L' església homònima de la població data de 1777 i va ser reconstruïda sobre un edifici preexistent del segle XVII. La façana és d'estil neoclàssic i l'interior, d'una nau, té un sostre pintat al fresc ( segle XIX ).
A la zona de Portosecco hi ha l'església de Santo Stefano, del segle XVIII.
Al passeig marítim també hi ha diverses restes de fortificacions alemanyes de la Segona Guerra Mundial, entre les quals destaquen els forts amb les plataformes de suport dels grans canons de 305 mm, entre els més potents de l'època.

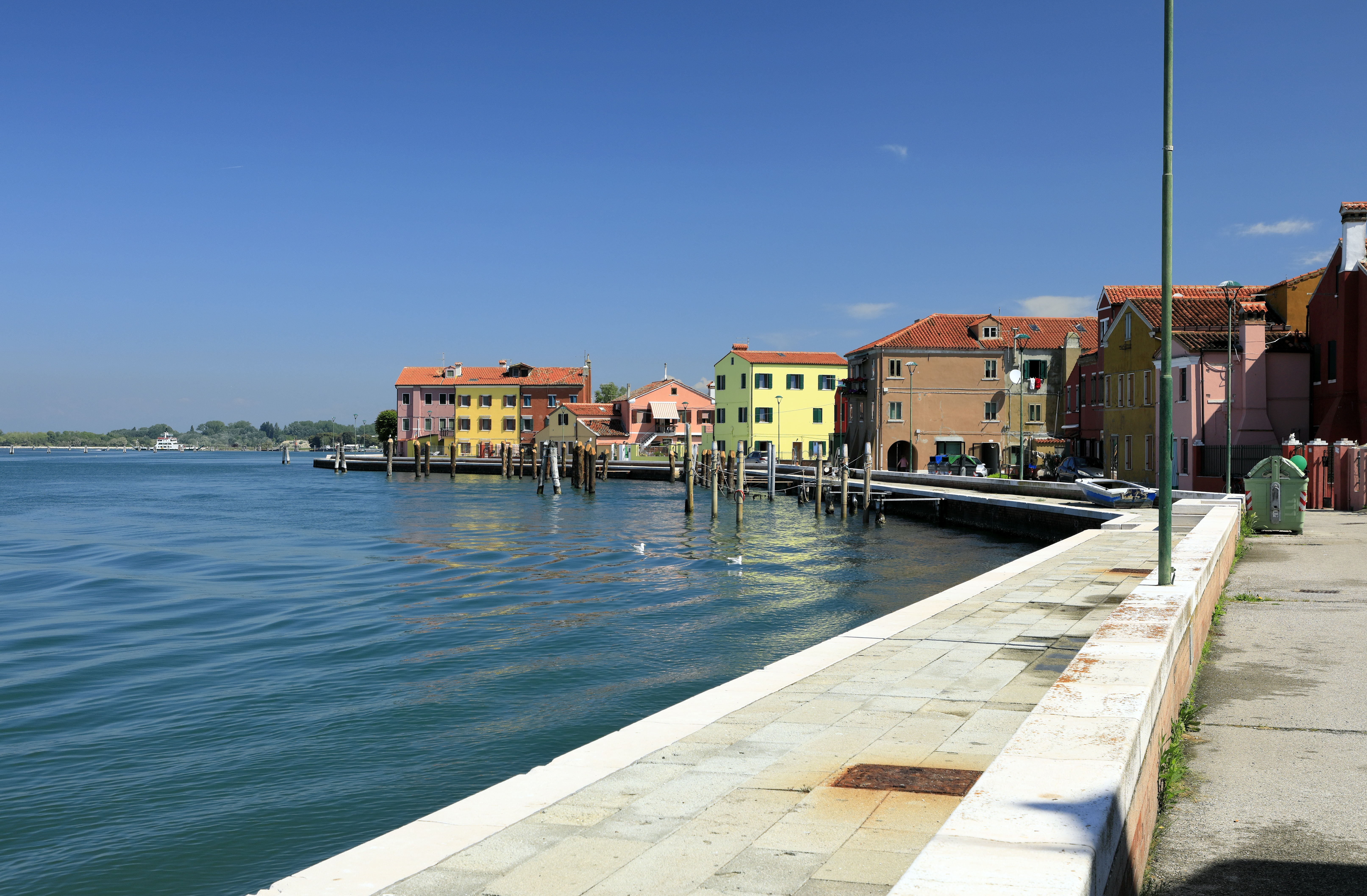
Cap al nord, San Pietro in Volta és el més septentrional dels dos assentaments de l'illa de Pellestrina.